# 邢集镇
邢集镇，是中华人民共和国河南省信阳市平桥区下辖的一个乡镇级行政单位。

## 行政区划
邢集镇下辖以下地区：
邢集街社区、桑园村、尹桥村、高庙村、廖庄村、邢集村、周楼村、罗楼村、卞楼村、郭大桥村、方畈村、程庄村、尖山村、高堰村和大方庄村。